# 岡本妙子
岡本 妙子（おかもと たえこ）は、フリーキャスター、タレント。東京都出身。
桜美林大学短期大学部卒業。司会、レギュラーを含めて約9年半「レディス4」に出演したほか、「ルックルックこんにちは」にも出演していた。またテレビショッピングなどを中心に担当する。

## テレビ番組
情報ジャンル
| 期間         | 期間         | 番組名                               | 役職                            |
| ------------ | ------------ | ------------------------------------ | ------------------------------- |
| 1980年代後半 | 1990年代前半 | ルックルックこんにちは（日本テレビ） | リポーター                      |
| 1996年4月    | 2005年9月    | レディス4（テレビ東京）              | パートナー司会→通販コーナー担当 |

その他
- QVCショッピング（スカパー!・ケーブルテレビほか）
- おかずのクッキング（テレビ朝日）